# The Mousetrap
A Ratoeira (inglês: The Mousetrap) é uma peça de mistério e assassinato de Agatha Christie, famosa por ser a peça há mais tempo encenada na história do teatro, com mais de 25 mil apresentações desde sua estréia, em Londres, em 1952. The Mousetrap St.Martin's Theatre Ela também é notória por seu final inesperado, que os espectadores ao fim de cada sessão são convidados a não revelar quando saírem dali.

## História
A Ratoeira começou sua carreira como uma peça curta de rádio, transmitida em 30 de maio de 1947 pela BBC, com o nome de Three Blind Mice (Três Ratos Cegos) e é baseada num caso real, a morte de um menino de doze anos por maus tratos de seus tutores, numa fazenda da Inglaterra, em 1945. Christie escreveu um conto baseado na pequena peça radiofônica, que se transformou no embrião da peça teatral.
Ela pediu que o conto não fosse publicado enquanto a peça estivesse sendo representada no West End de Londres, - onde está até hoje - e assim ele é inédito na literatura da Dama do Crime na Grã-Bretanha, apesar de ter sido publicada nos Estados Unidos em 1950, num livro junto com outros pequenos contos, Three Blind Mice and Other Histories. Fora do West End, apenas uma versão da peça pode ser apresentada, uma vez por ano, e nenhum filme pode ser feito até seis meses depois que ela encerre suas apresentações. Seu nome original foi trocado para The Mousetrap, por insistência de uma autora inglesa que havia escrito uma peça de menor sucesso com o mesmo nome antes da Segunda Guerra Mundial .

## Recorde de apresentações
A peça teve sua estréia mundial no Theatre Royal, em Nottingham, em 6 de outubro de 1952, dirigida por Peter Cotes, e dali fez uma turnê por Liverpool, Manchester, Birmingham e Newcastle, até começar a ser encenada em Londres no dia 25 de novembro do mesmo ano, no New Ambassadors Theatre, onde ficou em cartaz por quase 22 anos, até 23 de março de 1974. Transferida na apresentação seguinte para o St. Martin's Theatre - onde está até hoje - manteve seu status de continuidade, e em 10 de abril de 2008 alcançou a marca de 23.074 apresentações.
O elenco original trazia Sir Richard Attenborough e, apesar do cenário ter sido trocado por duas vezes nas últimas décadas, ainda hoje, um grande relógio da sala do cenário original de 1952 permanece em cena. Atualmente, o elenco - que já teve a participação de 382 atores em sua história - é mudado uma vez por ano, no mês de novembro, e a atriz principal que deixa o papel e a nova que irá substitui-la, cortam juntas um bolo no meio do palco no final da peça, numa das tradições mais conhecidas do espetáculo.
Em 26 de novembro de 2002, a peça fez uma apresentação de gala, com a presença de Sua Majestade a Rainha Elizabeth II e do Duque de Edimburgo.

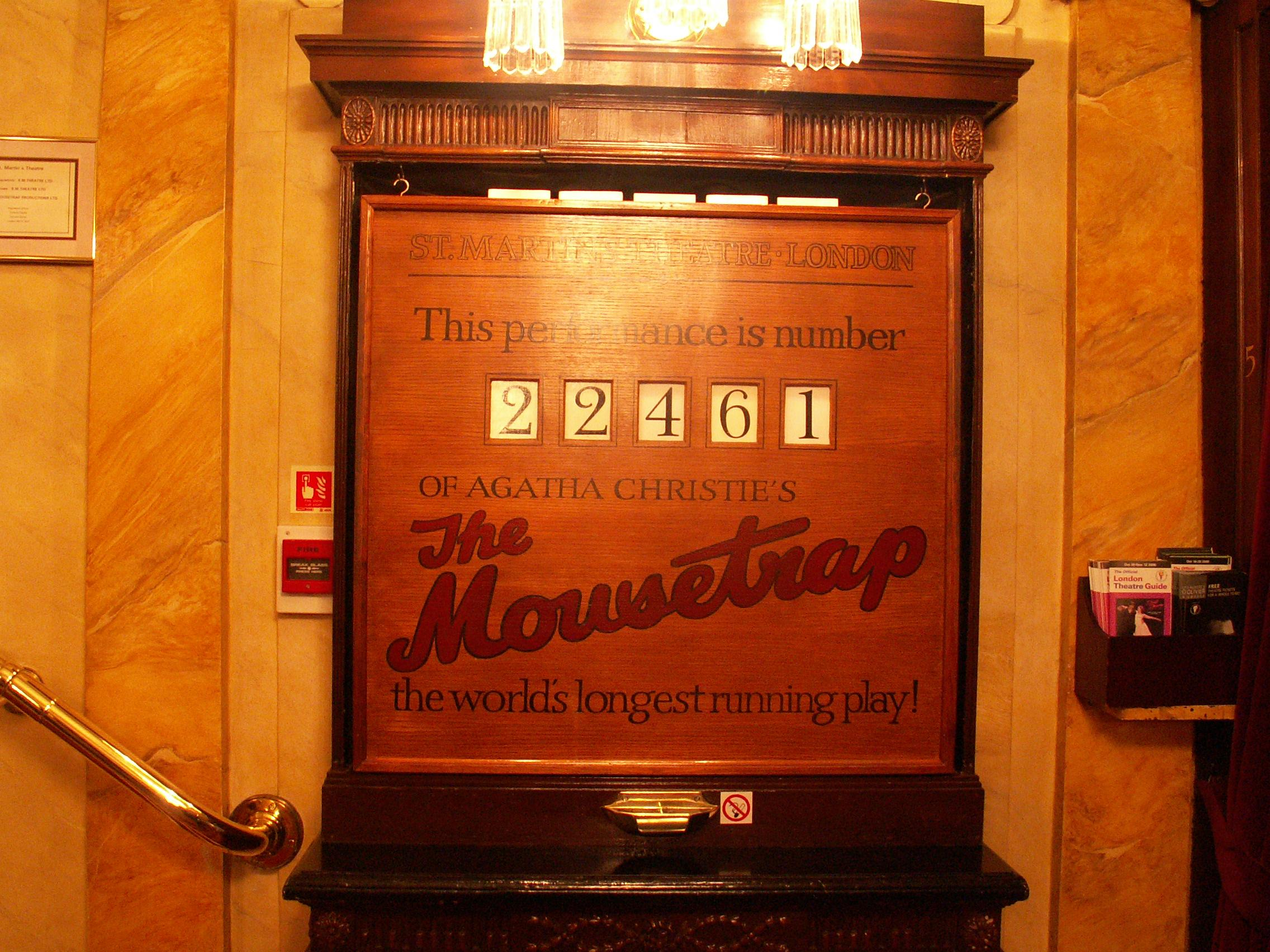
Anúncio da 22461ª apresentação no St Martin's Theatre, novembro de 2006

### Algumas marcas notáveis
- 22 de abril de 1955 - 1000ª apresentação
- 13 de setembro de 1957 - alcança a marca de mais longa carreira teatral no West End
- 12 de abril de 1958 - mais longa carreira de qualquer show de palco apresentado no West End, com 2239 apresentações, em quinze anos e seis meses de carreira contínua
- 9 de dezembro de 1964 - 5000ª apresentação
- 17 de dezembro de 1976 - 10000ª apresentação
- 16 de dezembro de 2000 - 20000ª apresentação
- 18 de novembro de 2012 - 25000ª apresentação

## Sinopse
A história é sobre um jovem casal, Mollie e Giles Ralston, que converteram uma casa num pequeno hotel iniciando um negócio no ramo da hotelaria, e certa noite encontram-se ilhados com mais quatro hóspedes por uma tempestade de neve, que impede a saída ou a chegada de alguém ao hotel, junto a um passante ocasional, que conseguiu chegar até lá, com um carro acoplado a esquis nos pneus.
De repente, o sargento-detetive Trotter chega até o hotel de esquis, avisando que um assassino deve estar se dirigindo para lá, depois de ter matado uma certa Srta. Maureen Lyon, em Londres.
Quando uma das hóspedes, a Srta. Boyle, aparece morta, todos se conscientizam que o assassino está entre eles. A suspeita cai, em princípio, sobre Christopher Wren, um jovem nômade que tem uma aparência semelhante à descrição feita do criminoso pelo detetive. Porém, logo fica claro que o assassino pode ser qualquer um deles, inclusive os donos dos hotel.
Identidade do assassino 
Por tradição, no final de cada apresentação, o público é convidado a não revelar a identidade do assassino para ninguém de fora do teatro, para garantir que o final do jogo não sejá estragado para o público no futuro.
A identidade do assassino é revelada no final do jogo, quando o sargento Trotter reúne todos na sala de jantar com o plano de montar uma armadilha para um dos suspeitos.

## Personagens
- Maureen Lyon (não aparece na peça)
- Mollie Ralston
- Giles Ralston
- Christopher Wren
- Sra. Boyle
- Major Metcalf
- Srta. Casewell
- Sr. Paravicini
- Sargento Trotter